# Cayos Miskitos
Los Cayos Miskitos (en inglés: Miskito Cays) son un archipiélago con una superficie de 27 km² situado en el mar adentro en la costa noreste caribeña de Nicaragua. Forman parte de la Costa Caribe Norte. 
Están compuestos de 76 formaciones que incluyen estuarios, arrecifes de coral, cayos, bancos de hierbas submarinas e islotes, de los cuales 12 de las formaciones están cubiertas con vegetación y por consiguiente forman islas que están bordeadas con playas de arena blanca.
"Cayo Miskito", también conocido como "Cayo Mayor", es el cayo más grande e importante y está situado en el centro del archipiélago midiendo 37 km². Otras islas principales son "Cayo Maras", "Cayo Nasa" y "Cayo Morrison Denis".
La "Reserva Biológica Cayos Miskitos" es una de las 78 áreas protegidas de Nicaragua, siendo declarada como tal en 1991.
En 2001 la UNESCO declaró a los "Cayos Miskitos y su Franja Costera Inmediata" como sitio RAMSAR, "Humedal de importancia Internacional".